# أولفا بجراء
أولفا بجراء (الاسم العلمي: Ulva umbilicata) هي نوع من طحالب خضراء تتبع جنس الأولفا من الفصيلة الأولفاوية.